# Basedowstraße 10 (Magdeburg)

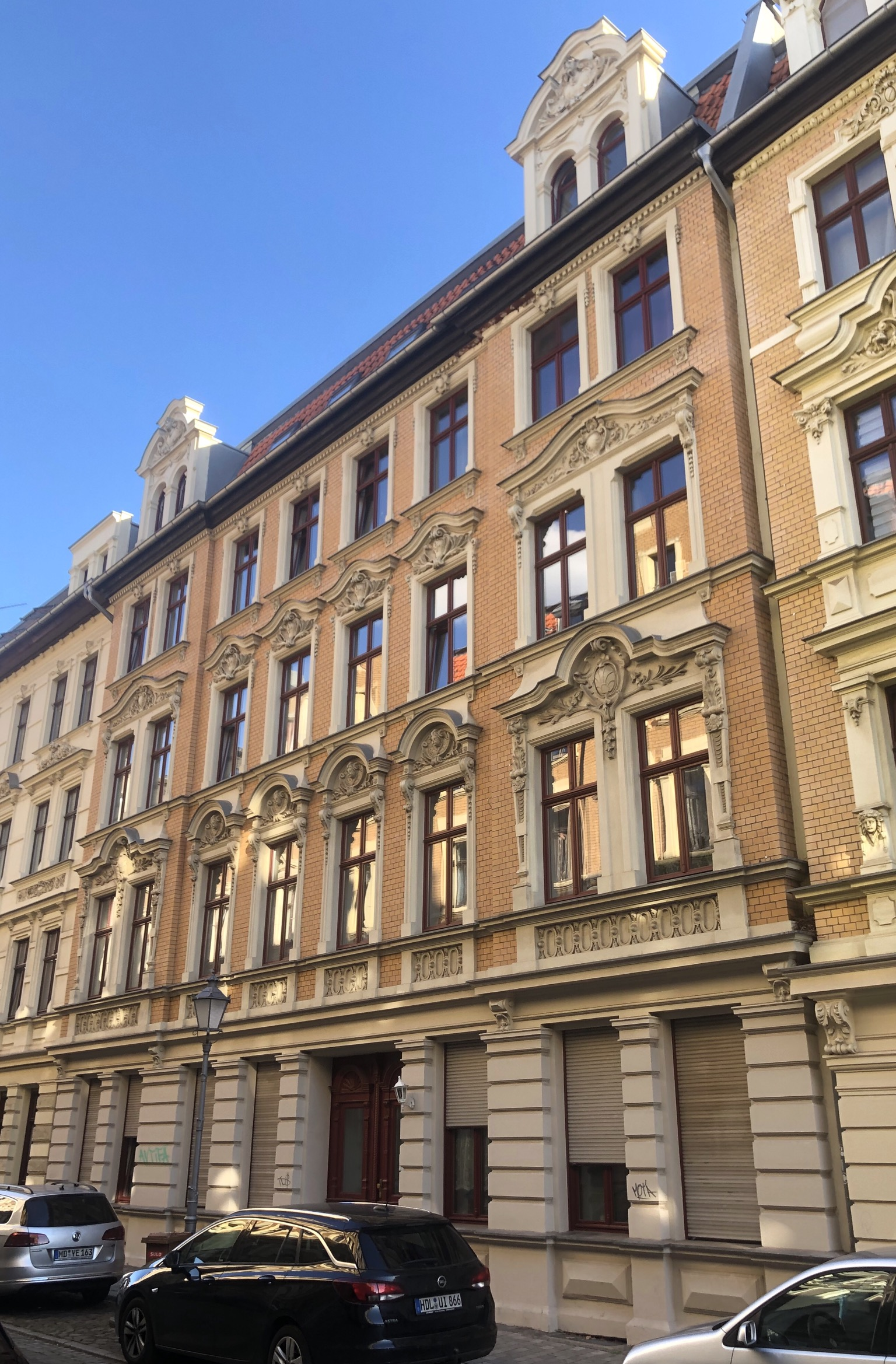
Basedowstraße 10 in Magdeburg; Blick von Westen, 2020

Das Gebäude Basedowstraße 10 ist ein denkmalgeschütztes Wohnhaus in Magdeburg in Sachsen-Anhalt.

## Lage
Es befindet sich auf der Südseite der Basedowstraße im Magdeburger Stadtteil Buckau. Unmittelbar westlich grenzt das gleichfalls denkmalgeschützte Haus Basedowstraße 8, östlich die Basedowstraße 12 an. Zugleich gehört es zum Denkmalbereich Basedowstraße.

## Architektur und Geschichte
Der viergeschossige Bau entstand 1891 in Ziegelbauweise nach einem Entwurf des Zimmermeisters Wischeropp. Die achtachsige Fassade ist üppig mit Stuck im Stil des Neobarocks verziert. Am Erdgeschoss besteht eine Putzquaderung. Die jeweils äußeren beiden Achsen treten als flache Seitenrisalite hervor und sind von Zwerchhäusern bekrönt.
Im örtlichen Denkmalverzeichnis ist das Wohnhaus unter der Erfassungsnummer 094 17769 als Baudenkmal verzeichnet.
Das Haus gilt als Teil des gründerzeitlichen Straßenzugs als städtebaulich bedeutsam.